# 澳洲美銀漢魚
澳洲美銀漢魚（学名：Atherinomorus vaigiensis）為輻鰭魚綱銀漢魚目銀漢魚科的其中一種，分布於澳洲東、西部海域，體長可達17公分，為熱帶魚類，棲息在沿岸淺水域，以甲殼類、橈腳類等為食，生活習性不明。